# 豊川市主婦殺人事件
豊川市主婦殺人事件（とよかわし しゅふさつじんじけん）とは、2000年（平成12年）5月1日に日本の愛知県豊川市で発生した少年による殺人事件。豊川市主婦殺害事件、豊川主婦殺害事件、豊川市夫婦殺傷事件とも呼称される。
少年が主婦を金槌で殴打した後、40ヶ所刺して殺したうえに、夫にも軽傷を負わせた。その後、前もって竹藪に隠してあった服に着替えて逃走したが、竹藪に自分の鞄を置き忘れていった。

## 事件発生
豊川市の住宅で、妻が血だらけで倒れているのを帰宅した夫が発見して通報。妻は金槌で殴打されたうえ、包丁で首などを刺され死亡した。その直前に少年が家から飛び出したのを夫が目撃し、格闘したが首などを刺されて軽傷を負った。少年は近くの高校の制服であるブレザーを着ていた。逮捕後の供述によると、その日たまたま家の前を通りかかり、玄関が少し空いていたのと表札から年寄りと思い、家の中に侵入した。事件を起こした後は、被害者宅から北へ約200mの竹藪に事件当日の登校時に置いてきた着替えを取りに行き、返り血がついた制服と着替えて逃走。最寄り駅まで逃走した後、公衆トイレで一夜を過ごした。翌日17時30分頃、「寒くて疲れた」ため中村警察署名古屋駅前交番に自首した。自首した際、所持金はわずか31円で、逃走資金として用意した現金2万5000円は竹藪に脱ぎ捨てた制服の後ろポケットから発見された。

## 犯人
犯人の少年は、事件現場近くの高校に通う当時17歳の3年生。学校では、明るく活発で成績優秀と評判のいい生徒だった。1歳半のときに両親が離婚したため、中学教師の父親と、父方の祖父母と4人暮らし。祖父も元教師で、祖母を「おかあさん」と呼んで育った。かねてから人の死に興味があり、不老不死の薬の開発も考えたが断念、代わりに殺人に興味を持った。成績に偏りがあり、第1志望の高校に入れず、強い挫折感と大学入試への不安を感じていた。事件数日前に、それまで打ち込んでいたテニス部を退部していた。
犯人は、動機として「殺人の体験をしてみたかった（人を殺してみたかった）。」「未来のある人は避けたかったので老女を狙った」と供述していたが、学校内ではソフトテニス部に所属し、後輩からの信頼も厚く、しかも極めて成績優秀であると見られていたため、その評判と犯罪行為との乖離が疑問とされた。そのため、精神鑑定がなされ、1回目の鑑定では「分裂病質人格障害か分裂気質者」と出されたが、2回目の鑑定では「犯行時はアスペルガー症候群が原因の心神耗弱状態であった」という結果が出された。2回目の鑑定医師団には児童精神医学の専門医が鑑定団の一人として加わっていた。
アスペルガー症候群は先天性の発達障害であり、知能と言語能力に問題のない自閉症の一種である。対人関係の構築に困難があるため、二次的な障害として社会生活に対する不適応がみられることがある。この事件は、文部省（当時）に広い範囲における高機能自閉症児に対する早期の教育支援が必要であることを認識させ、後に特別支援教育として制度化されることになった。

## 少年の処遇
2000年（平成12年）5月4日、愛知県警察刑事部捜査第一課と豊川警察署捜査本部は少年を殺人、殺人未遂容疑で名古屋地検豊橋支部に送検した。
2000年（平成12年）5月18日、名古屋地検豊橋支部は少年の精神鑑定を実施することを決めた。この決定により、少年は5月18日から7月18日まで約2ヶ月間にわたり宇都宮拘置支所に鑑定留置されることになった。精神鑑定にあたって、少年は事件までの生活状態や取り調べに理路整然と受け応えているが、動機や動機形成の過程に依然として不明確な点があり、突発的に殺害を決意していることなどから生徒の精神状況や心理状態について、犯罪心理と精神医学の両面による本格的な精神鑑定で詳細に解明する必要があると判断した。
2000年（平成12年）8月10日、名古屋地検豊橋支部は少年を名古屋家裁豊橋支部に送致した。精神鑑定では思春期に現れる精神分裂気質があり、人格障害が認められるという鑑定結果となった。しかし、心神喪失や心神耗弱の状態ではなく、刑事責任が問える状態だったことが判明したため「刑事処分が相当」との意見書を付けた。精神鑑定は当初、7月18日に終了予定だったが、7月14日に精神鑑定の留置期間を20日間延長する決定がなされた。その後、8月7日に精神鑑定が終了した。また、捜査や鑑定の結果、動機については殺人体験願望だったと断定。動機の経緯として少年は殺人事件に関するニュースなどで殺人願望を募らせ、事件当日の朝に実行を決断、凶器などを準備したと結論付けた。
2000年（平成12年）8月24日、名古屋家裁で第1回審判が開かれ、名古屋家裁は少年に対して再度精神鑑定を実施する決定を出した。鑑定期間は約3か月間でその間、少年は名古屋少年鑑別所に鑑定留置されることになった。
2000年（平成12年）12月15日、名古屋家裁が実施した精神鑑定が終了し、精神鑑定書を提出した。鑑定結果は「精神的な発達障害があり治療が必要。責任能力は限定される」と結論付ける結果となった。
2000年（平成12年）12月26日、名古屋家裁（岩田嘉彦裁判官）は少年を医療少年院送付とする保護処分を決定した。
決定理由で裁判官は、少年について以下の特徴を認定した。
- 他人への共感性の欠如
- 抽象的概念の形成が不全
- 想像力の欠如
- 強いこだわり傾向がある

その上で、名古屋家裁が実施した精神鑑定の結果を踏まえて、少年の症状を「高機能広汎性発達障害あるいはアスペルガー症候群」と判断した。しかし、責任能力については「理非善悪を弁別する能力が著しく減退していた」と示した。また、高機能広汎性発達障害が犯罪を誘発する要因ではないと付け加えた。
動機については「かねて『人の死』に関心があり、発展して『人の死を見てみたい』との思いを漠然とするようになった」と指摘、「一度決めたことは貫徹しなければならないとの思考癖があり、テニス部退部で心に空白が生じたことも契機となって、断続的に考えてきた殺人体験の実行を決意した」と判断した。
これらの内容を踏まえ、裁判官は犯行態様などについて「理不尽な欲求を充足するための殺害であり、態様も悪質で、刑事処分にすることも十分考え得る」としながら、「少年に真しな反省と悔悟の情を起こさせ、規範意識を育てることが、少年だけでなく社会にも有益。専門的治療で社会性を回復し得る」と結論づけた。医療少年院への収容期間は「少なくとも5年間」と処遇勧告した。

## 事件全記録廃棄
2022年10月、名古屋家裁はこの事件の事件記録について、特別保存を検討せず要領策定前にすべての記録を破棄していたことが報道機関の取材により発覚した。名古屋家裁で担当された少年事件のうち、事件記録が「特別保存」に指定されていた事件は名古屋大学女子学生殺人事件（2015年発覚）の1件のみで、この事件以外にも大高緑地アベック殺人事件（1988年）、木曽川・長良川連続リンチ殺人事件（1994年）、西尾ストーカー殺人事件（1999年）、名古屋中学生5000万円恐喝事件・豊川市夫婦殺傷事件（2000年）などといった重大少年事件の記録が廃棄されていたことが判明している。
廃棄時における管理職は、本件は著名事件であると考えたことから、他の職員に特別保存に付すことについての感触を聞いたが、当該職員からは意見がなかった。当該管理職は、当時2項特別保存の制度の存在は知っていたものの、どのような事件が特別保存の対象になるかについての基準がなかったこともあり、最終的には2項特別保存に付すか否かの検討はせず、所長に諮ることはなく、本件記録の廃棄手続を進めた。

## その他
この事件の2日後に発生した西鉄バスジャック事件の犯人は事件直前にこの事件に関する手記を書いていた。2000年は17歳の少年による凶悪犯罪がセンセーショナルに報道されキレる17歳として注目された。これらの少年犯罪は少年法厳罰化の一因にもなった。